# Sötétben
A Sötétben (eredeti cím: Aus dem Nichts) 2017-ben bemutatott német-francia filmdráma Fatih Akın rendezésében.

## Rövid történet
Egy terrorista merénylet során a kisfiát és férjét elveszítő édesanya a saját kezébe veszi az igazságszolgáltatást.

## Szereplők
- Nuri Sekerci (Numan Açar)
- Knacki (Adam Bousdoukos)
- Katja Sekerci (Diane Kruger)
- Danilo Fava (Denis Moschitto)
- Birgit (Samia Muriel Chancrin)
- Standesbeamter (Torsten Lemke)
- Rocco Sekerci (Rafael Santana)
- Kunde im Büro (Cem Akin)
- Edda Möller(Hanna Hilsdorf)

### Díjak és nevezések
A 75. Golden Globe-gálán a film nyert a legjobb idegen nyelvű film kategóriában.